# The Emperor
The Emperor, misto de romance histórico e narrativa jornalística, relata e analisa os últimos anos de governo do imperador Hailé Selassié, na Etiópia. O jornalista internacional Ryszard Kapuściński viajou ao país em 1974, época em que o exército etíope ainda estava consolidando um golpe no império de Selassié. 